# 手記
| ウィキペディアには「手記」という見出しの百科事典記事はありません（タイトルに「手記」を含むページの一覧/「手記」で始まるページの一覧）。 代わりにウィクショナリーのページ「手記」が役に立つかもしれません。 |